# Radjaidjah
Radjaidjah är ett mystiskt gift eller drog som påträffas i Tintin-albumen Faraos cigarrer och Blå Lotus. Detta gift gör offret totalt galen, och används av Rastapopoulos narkotikasyndikat för att tysta ner folk om det behövs.
I slutet av Blå Lotus hittar dock professor Fan Se-Yeng ett botemedel mot giftet, så att alla som blivit stungna av det kan återfå sitt förstånd.

## Offer
- Professor Filemon Syklon
- Didi Wang
- Författaren Zlotzky
- En budbärare från Shanghai